# Praia da Solidão
A Praia da Solidão é uma praia pequena, de areia branca, águas claras e mar agitado. Está localizada no extremo sul da face oceânica da ilha de Florianópolis, em Santa Catarina, a 30 km do centro da cidade.
Possui 850 metros de extensão e seu acesso se dá a partir da Praia do Pântano do Sul.[carece de fontes?]